# Carex humida
Carex humida är en halvgräsart som beskrevs av Yui Liang Chang och Ya Ling Yang. Carex humida ingår i släktet starrar, och familjen halvgräs. Inga underarter finns listade i Catalogue of Life.